# Чанг-Ла
34°03′00″ пн. ш. 77°56′00″ сх. д. / 34.05° пн. ш. 77.933333333333° сх. д.
Чанг-Ла (вис. 5360 м) — перевал в Індії.
Розташований на дорозі до озера Пангонг-Цо від Леха. Названий на честь Садху Чангла Баба, якому був присвячений храм на перевалі. Містечко Тангсте — найближче поселення.
Чанг-Ла — основний прохід на плато Чангтан, що лежить у Транс-Гімалаях. Кочовиків цих місць збірно називають Чангпа або Чанг-па.

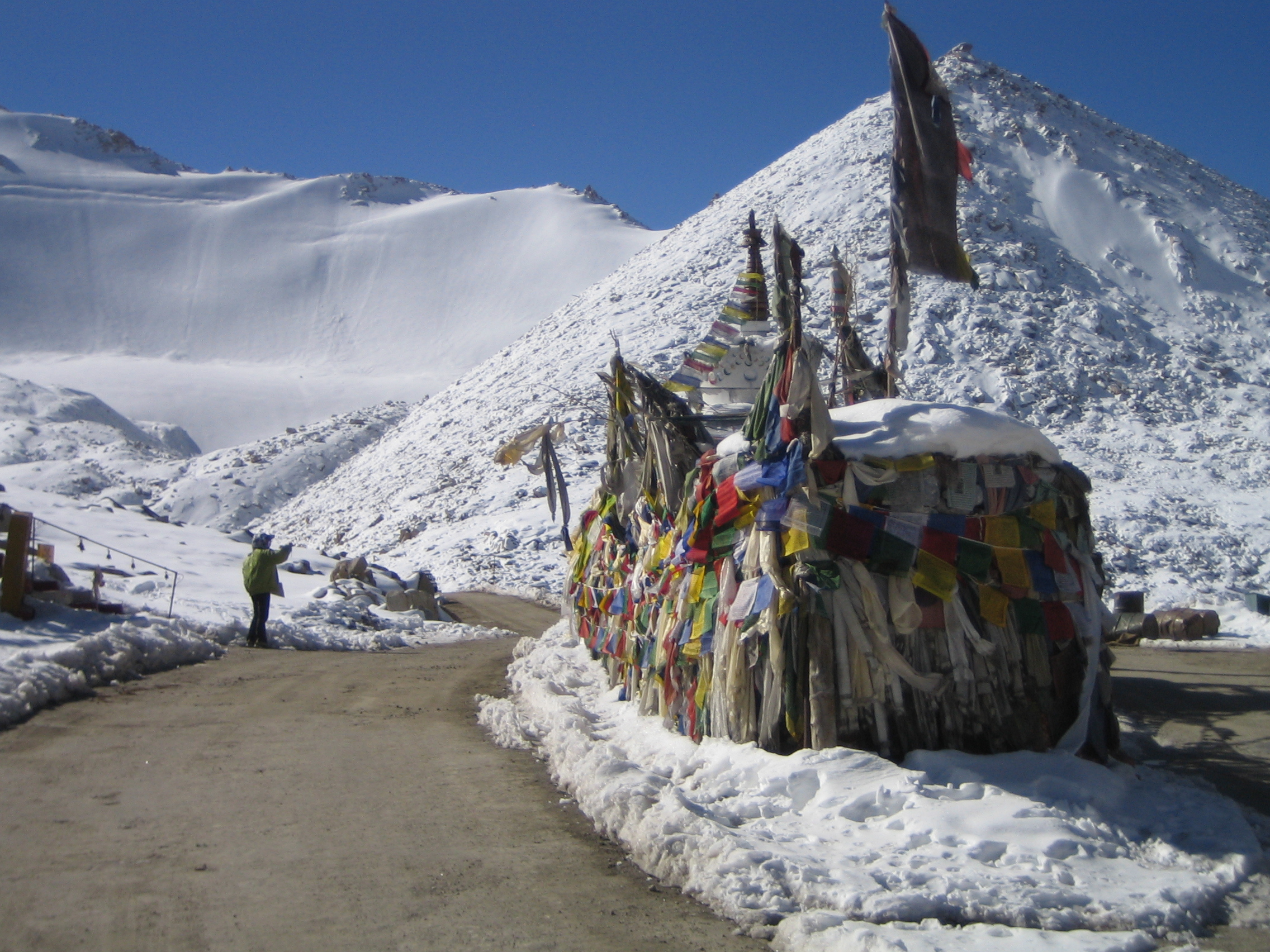
Лунгта (молитовні прапорці) на перевалі
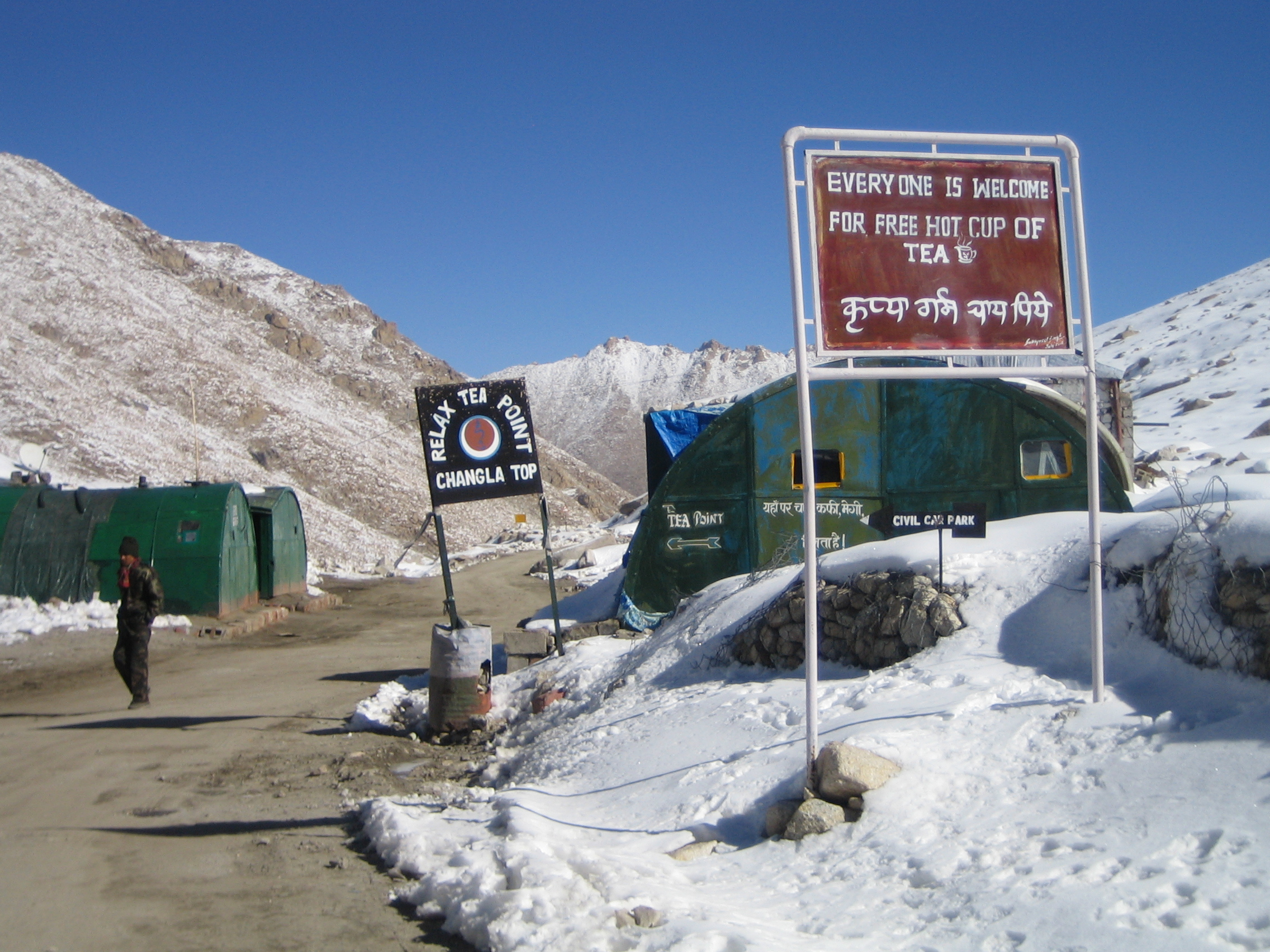
Чанг-Ла, чайна.